# Aḫat-milki
Aḫat-milki (auch Aḫat-milku) war als Ehefrau Niqmepas (VI.) Königin von Ugarit und Mutter des Nachfolgers ihres Mannes, Ammistamru II. (III.). Sie selbst war amurritischer Abstammung, als ihr Vater wird DU-Teššup (wohl als Ari-Teššup zu lesen) von Amurru angegeben. Sie war Schwester des amurritischen Königs Duppi-Teššup. Bei den Ausgrabungen im Palast von Ugarit wurde eine Liste entdeckt, die wertvollen Schmuck, goldenes Geschirr, kostbare Kleidungsstücke, Möbel mit Gold-, Elfenbein- oder Lapislazuli-Einlagen, parfümierte Öle und viele weitere Kostbarkeiten aus ihrer Mitgift aufführt, gefunden (RS 16.146). Nach dem Tod ihres Gatten setzte sie Ammistamru als dessen Nachfolger auf dem Thron durch, auch indem sie zwei Brüder Ammistamrus (Hišmi-Šarruma and Ir-Šarruma) nach Alašija (Zypern) ins Exil schickte, nachdem sie diese materiell abgefunden hatte. Diese Aktion wurde offenbar durch den hethitischen Großkönig gebilligt oder sogar unterstützt.
Aḫat-Milki war auch nach der Thronbesteigung Ammistamrus politisch sehr aktiv, wie einige zeitgenössische Dokumente belegen. Ob sie Amtshandlungen zunächst für ihren damals womöglich noch minderjährigen Sohn ausübte oder offiziell weiterhin das Amt der Königin von Ugarit bekleidete, das vielleicht – analog zum Amt der hethitischen Großkönigin – auf Lebenszeit galt, ist umstritten. Sie besaß jedenfalls ein eigenes Siegel, mit dem sie u. a. auch Korrespondenzen mit anderen Staaten versah. Während der Regierung ihres Sohnes wohnte sie im Palast der Nebenresidenz Ras Ibn Hani, der wahrscheinlich durch Ammistamru erbaut wurde. Es gibt Vermutungen, dass sie auch in die Scheidungsaffäre ihres Sohns mit der sogenannten „Tochter der Großen Dame“ (Tochter der Gaššuliyawiya und des Bentešinas und Frau Ammistamrus) verwickelt war. Aḫat-milki verstarb offenbar in recht hohem Alter; es wird vermutet, dass sie ungefähr 90 Jahre alt wurde.